# Xã Craig, Quận Switzerland, Indiana
Xã Craig (tiếng Anh: Craig Township) là một xã thuộc quận Switzerland, tiểu bang Indiana, Hoa Kỳ. Năm 2010, dân số của xã này là 900 người.